# Sutton United Football Club
El Sutton United Football Club es un club de fútbol de Inglaterra ubicado en Sutton, Londres. Su Estadio es el Borough Sports Ground.
El club comenzó a jugar en las ligas regionales. Sus progresos los tuvo en la Liga ateniense en 1921,  la Liga del Istmo en 1964, y la Conferencia en 1986 y en la temporada 1999-2000
El equipo ha jugado en el estadio de Wembley en cuatro ocasiones. En primer lugar, en la final de la FA Amateur Cup dos veces, la final del FA Trophy en 1980–81 y la final del EFL Trophy en 2021–22. Sutton ganó la Copa anglo-italiana en 1978-79, pero el club es más famoso por sus hazañas de "matananzas de gigantes" en la FA Cup, sobre todo en la temporada 1988-89, cuando derrotaron al Coventry City por 2-1 en la tercera ronda. El Coventry City había ganado la competición en 1986-87 y tenía al delantero inglés Cyrille Regis al frente. En la temporada 2016-17, Sutton alcanzó la quinta ronda de la FA Cup por primera vez en su historia, venciendo a tres equipos de la Premier League (incluido el Leeds United) antes de perder ante el Arsenal. Juegan partidos en casa en Gander Green Lane en Sutton, a unas 11 millas al sursudoeste del centro de Londres.

## Historia

### Formación y los primeros años
El club se formó el 5 de marzo de 1898, cuando Sutton Gremio Rovers FC y Sutton Asociación F.C. (Antes Sutton St Barnabas FC) acordaron fusionarse durante una reunión en el Hotel Robin Hood.
El club ganó una reputación a nivel local en las ligas menores y en 1910 decidió convertirse en una selección absoluta. Se unieron a la Liga del Sur Suburbana y lo ganó en su primer intento. Durante este período, el equipo se movió entre varias razones, incluyendo lo que entonces era conocido como el  Sutton Ground Escuela de Adultos. Después de la Primera Guerra Mundial, el equipo se trasladó.

### Liga ateniense
Sutton ganó las elecciones en la Liga ateniense en 1921. El equipo no impugnó en la parte superior de la tabla y en 1926 terminó último, pero fueron reelegidos. Sólo dos temporadas más tarde, en 1928, el equipo ganó su primer Campeonato de Liga ateniense. Los años treinta fueron un buen momento para Sutton, quien dos veces llegó a la semifinal de la FA Copa Amateur (en 1929 y 1937).
Durante la Segunda Guerra Mundial, Sutton siguió jugando fútbol, pero en una escala mucho más pequeña. La Liga ateniense había sido suspendida y organizado también lo eran raros y esporádicos, pero Sutton había ganado varios honores. Esto los puso en una buena posición para ganar la Liga otra vez cuando la guerra llegó a su fin. Con la ayuda de 42 goles de Charlie Vaughan, Sutton se escapó con la temporada 1945-46. Esta fue también la primera vez que el club ganó la Surrey Senior Cup y conseguí a través de la FA Cup pasar a la primera ronda.
La década de 1950 trajo mucho éxito para Sutton, aunque el equipo se dice que ha progresado fuera del campo. Los activos fueron transferidos a una sociedad de responsabilidad limitada, algo que era inusual para la época. Además, la tribuna principal que se construyó, hoy cuenta con más de 700 espectadores. No fue sino hasta George Smith se convirtió en gerente de que el éxito devueltos;. El título de la Liga ateniense fue ganado por tercera vez en 1958 y el club ganó la Londres Senior Cup por primera vez. Progresando en los años 60 bajo Sid Cann el período más exitoso de Sutton. En 1963, el club llegó a Wembley en la FA Copa Amateur, pero perdió 4-2 ante el Wimbledon.

### Istmo League
El verano después del éxito taza marcada elección de Sutton en la Liga del Istmo. En 1967, ganó el título de liga. Dos temporadas más tarde, el club estaba en el estadio Wembley de nuevo para la final de la Copa Amateur, pero perdió 2-1 ante los sorprendentes oprimidos . North Shields.
1970 trajo el éxito al club una vez más, pero esta vez en la forma de la FA Cup. Sutton latido Hillingdon Borough en el tercer round y pasó a jugar Don Revie vuelo 's top Leeds United, uno de los mejores equipos de Europa en ese momento, en el Borough Sports Ground. El encuentro hizo que 14.000 espectadores se metieran en el terreno y Sevilla, con 11 partidos internacionales en el equipo, ganó 6-0.
Desafortunadamente, la próxima década resultó ser uno de poco éxito para el club y Sutton pasó por una sucesión de directivos, incluyendo Ted Powell y Dario Gradi, ambos de quien jugó para el equipo y pasó a administrar en los niveles superiores. No fue sino hasta Keith Blunt se encargó de que el éxito volviera a Gander Green Lane. Su mayor logro fue ganar el Anglo-Italian Cup en 1979, después de un sorpresivo 2-1 sobre Chieti. Esta fue la única vez que un club inglés ganó el honor en su era semi-profesional.
Poco después de la victoria continental, Keith Blunt pasó a administrar a Malmö y Barrie Williams se hizo cargo. Guio a Sutton a Wembley en el 1981 para disputar la final de la FA Trophy , pero el equipo perdió a Bishop Stortford. Esta iba a ser la última aparición del club en Wembley, un lugar que vio poco éxito para ellos. Durante el reinado de Williams el club terminó subcampeón en la Anglo-Italian Cup dos veces más , en 1980 y 1982. El club también fue subcampeón en la Liga 1981-82 del Istmo y en 1983 ganó el triple de la mayor Surrey, Senior Londres y Copas Hitachi. El Surrey Senior Cup la victoria de esta copa fue la primera de las seis de tantos años, un récord que se mantiene intacto, a partir de mayo de 2011.

### Los años de Conferencia

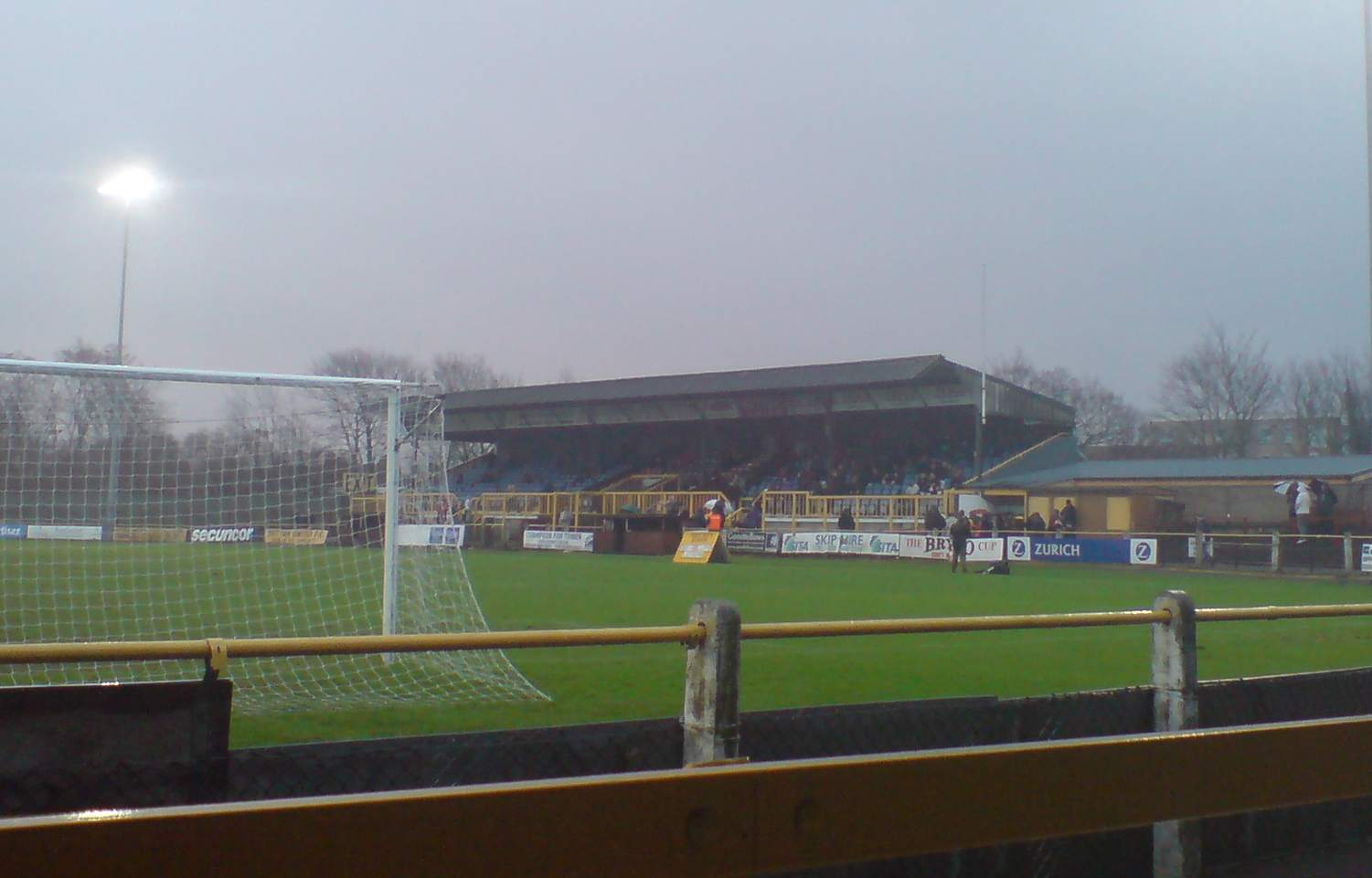
El estadio Gander Green Lane, estadio del Sutton United

El club ganó el campeonato de la Liga del Istmo, por segunda vez en 1985. Después de rechazar el ascenso a la Football Conference debido a problemas con el estadio, retuvieron el campeonato del año siguiente y esta vez aceptada la promoción, después partidarios ayudaron en una gran remodelación de las áreas del suelo. Sutton logró cimentar su lugar en la liga, a menudo terminando a mitad de tabla.
El club disfrutó de una carrera memorable en la FA Cup en 1988-89 en la que entró en la conciencia nacional. Al ingresar a la competencia en la cuarta ronda de clasificación, vencieron a Walton & Hersham, Dagenham y Aylesbury United para establecer un empate en la tercera ronda con el Coventry City de Primera División, que ocupaba el segundo lugar en Primera División y había ganado el trofeo 18 meses antes. En un partido memorable contra Coventry City, Sutton ganó 2-1 con goles de Tony Rains y Matthew Hanlan, uniéndose a un pequeño número de clubes que no pertenecen a la liga para vencer a oponentes de la primera división en la competencia. un récord de 24 años antes de que el siguiente equipo fuera de la liga venciera a un equipo de la máxima categoría del fútbol inglés, cuando el Luton Town de la Conferencia Nacional fue a Norwich City y ganó 1-0 el sábado 26 de enero de 2013.

### Volver a la Liga del Istmo
Dos temporadas más tarde, en 1991, el club sufrió el descenso a la Liga del Istmo a causa de una sequía de goles y una serie de lesiones,. A pesar de dos veces entre los tres acabados tras el descenso, la vuelta rápida de la Conferencia no llegó hasta Sutton era campeón de la Liga del Istmo en 1999 por el excapitán John Rains. Durante este período, Sutton reclamó el cuero cabelludo de varios clubes de la liga en la FA Cup, incluyendo Colchester United y Torquay United. sólo en 1993 < Desafortunadamente, la estancia en la Conferencia duró sólo una temporada como la del U fueron relegados de nuevo en 2000.
Los noughties tempranos eran tiempos tranquilos para Sutton, aunque el club es notable como el primer rival de la historia de AFC Wimbledon, derrotando a los Dons 4-0 en un amistoso de pretemporada en julio de 2002 frente a 4.657 en el Distrito Sports Ground Sutton ganó el Surrey Superior Copa en 2003 y la temporada siguiente vio el equipo comenzó bien y recuperarse de una mala racha durante el invierno para terminar segundo

### Paul Doswell (2008–19)
Sutton terminó quinto en su primera temporada en la Primera División de la Isthmian League y segundo la temporada siguiente, perdiendo en las semifinales de los play-offs de ambas temporadas ante Staines Town y Kingstonian respectivamente. Pero en la temporada 2010-11 Sutton ganó. el campeonato a falta de tres partidos y asegurar el ascenso a la Conferencia Sur. Después de vencer al Hastings United el 16 de abril, su rival más cercano, Bury Town, tuvo que vencer al Cray Wanderers el 17 de abril de 2011 para seguir en la contienda. Cray ganó 2-1, convirtiendo así a Sutton en campeón.
De regreso a la Conferencia Sur para la temporada 2011-12, Sutton terminó cuarto pero perdió ante Welling United en las semifinales de la eliminatoria. En la temporada 2013-14, lograron su puesto más alto en la Conferencia Sur (segundo lugar), pero volvió a perder en las semifinales de la eliminatoria ante el Dover Athletic. [cita requerida] En la temporada 2014-15 terminaron en el puesto 15.
Para la temporada 2015-16, la Conferencia Sur pasó a llamarse Liga Nacional Sur. A pesar de perder su primer partido en casa ante Maidstone United por 2-0, Sutton perdió sólo dos juegos más antes de una derrota en casa por 1-0 ante Hayes & Yeading United el 7 de noviembre. partidos de liga invicto, incluida una notable victoria por 2-0 sobre el Ebbsfleet United, aspirante al título, el 16 de abril de 2016 frente a una multitud de 3.142 personas (un récord del club en asistencia a partidos de liga en ese momento). El 23 de abril, Sutton derrotó al Chelmsford City en casa por 2-0 y se coronó campeón de la Liga Nacional Sur con un partido de sobra.
Después de perder su primer partido en casa de la temporada 2016-17 ante Solihull Moors por 3-1, Sutton se recuperó para conseguir un empate 1-1 con Forest Green Rovers en The New Lawn el 9 de agosto de 2016 antes de conseguir una victoria por 3-1 sobre Lincoln City en Sincil Bank el 13 de agosto de 2016, obteniendo su primera victoria en la quinta división del fútbol inglés en 16 años. El primer partido de liga televisado del club, transmitido en vivo por BT Sport 1, se jugó contra Tranmere Rovers en Gander Green Lane el 17 de septiembre de 2016, un partido que Sutton ganó 1-0. Paul Doswell celebró su partido número 500 como entrenador del Sutton United el 8 de octubre de 2016 y el club le hizo una presentación especial antes del inicio. El partido, un derbi de Surrey contra Woking, terminó con una victoria de Sutton por 4-1.
El 29 de enero de 2017, Sutton, capitaneado por Jamie Collins, un constructor a tiempo parcial, venció al Leeds United del campeonato, que había perdido solo tres partidos de liga en los tres meses anteriores, 1-0 en la Copa FA, y alcanzó la quinta ronda. de la competición por primera vez. Se convirtieron en el noveno equipo fuera de la liga en alcanzar la quinta ronda desde 1945. Recibieron al Arsenal en los octavos de final de la competición el 20 de febrero, donde perdieron 2-0. El juego provocó una controversia en las apuestas en torno a las acciones del portero suplente de Sutton, Wayne Shaw, quien se comió un 'pastel' en el banco después de que Sun Bets ofreciera probabilidades de 8-1 en contra de que comiera un pastel durante el partido. Shaw ofreció su dimisión por el incidente y Sutton se vio obligado a jugar con el defensa Simon Downer en la portería en su siguiente partido de liga, contra el Torquay United, cuando el portero titular Ross Worner se lesionó en el minuto 15. Sutton ganó el partido 3-2. El 4 de marzo de 2017, Sutton mantuvo su primera portería a cero como visitante en la máxima categoría fuera de la liga en Barrow, un partido que terminó 0-0, el primero del club desde la victoria por 9-0 contra Gateshead el 22 de septiembre de 1990. Sutton terminó la temporada 2016-17 en la mitad de la tabla en el puesto 12.
El 19 de agosto de 2017, Sutton venció a Chester en un partido de liga para llevarlo a la cima de la Liga Nacional, la posición de liga más alta en la historia del club. En el penúltimo partido de la temporada 2017-18 el 21 de abril de 2018, Sutton registró su primera victoria en Stonebridge Road, casa del Ebbsfleet United, asegurando un lugar en los play-offs de la Liga Nacional. En su último partido el 28 de abril, y frente a una asistencia récord de 3.541 espectadores, Sutton venció al Aldershot Town en casa por 2-1 para conseguir un puesto en las semifinales de la eliminatoria y el mejor resultado de liga de su historia, tercero en la quinta división. La semifinal de la eliminatoria tuvo lugar el 6 de mayo de 2018 contra Boreham Wood en la que Sutton perdió 3-2.

Tras una pausa temporal a mediados de marzo de 2019, un mes después Paul Doswell renunció después de 11 años como entrenador, y Sutton terminó noveno en la liga. Durante ese tiempo, sus logros incluyeron llevar al club a dos ascensos de liga, un avance a la quinta ronda de la Copa FA, una semifinal de play-off de la Liga Nacional y una primera victoria para un equipo inglés en la Copa Challenge de Escocia. El club también prosperó fuera del campo con un aumento significativo de la asistencia a los partidos, mejoras en el terreno y la formación de una academia para jugadores jóvenes.

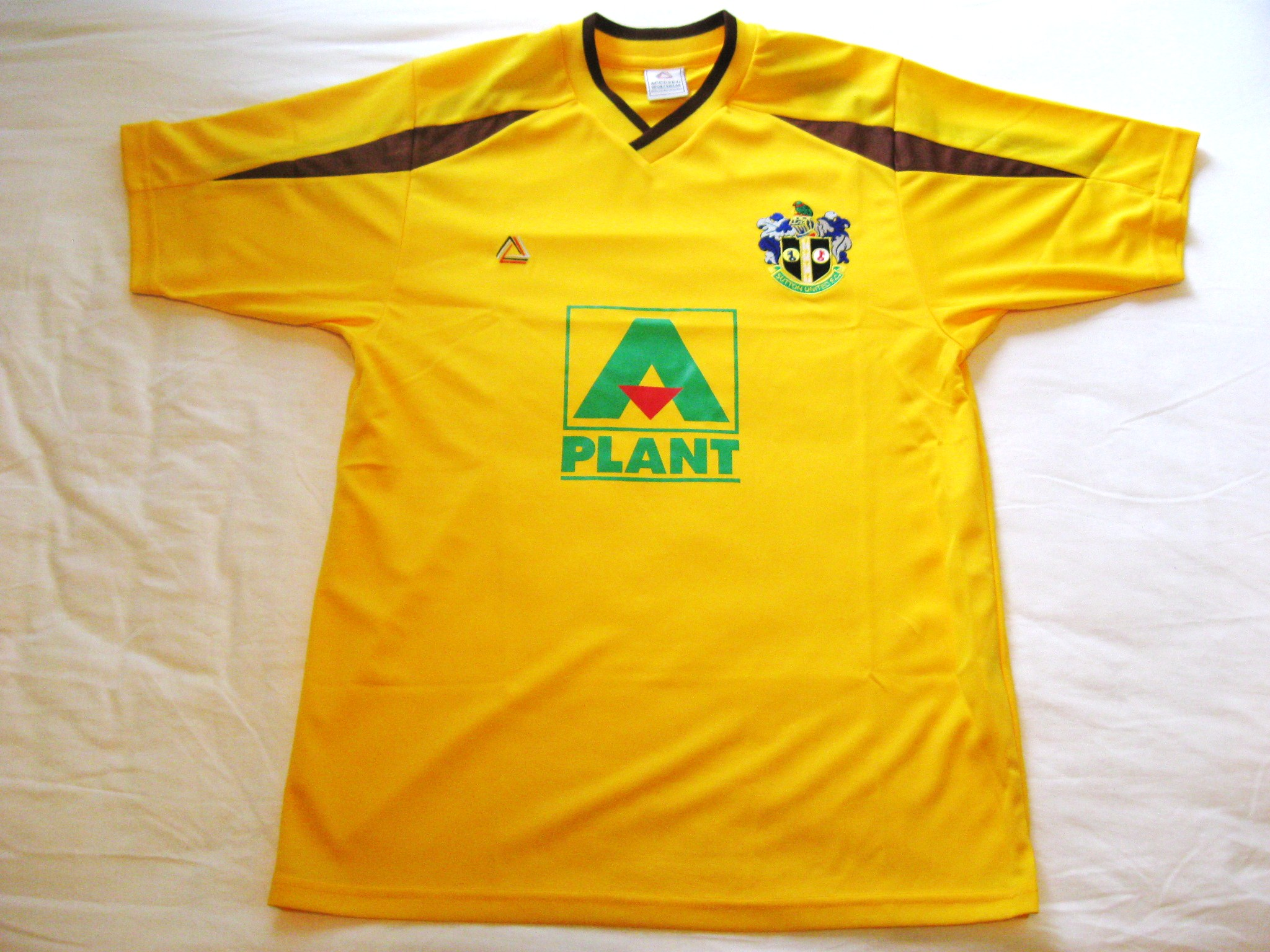
Equipación de casa para la temporada 2010-11

### La Conferencia Sur - presente
Para la temporada 2004-05, el Fa previsto para la introducción de dos nuevas divisiones: la Conferencia Norte y Conferencia Sur. porque de acabado de Sutton en la Liga del Istmo División Premier, que fueron seleccionados para ser un miembro fundador de la Conferencia Sur. Las próximas tres temporadas fueron sin complicaciones, con acabado Sutton mitad de la tabla cada vez, y no un verdadero éxitos en competiciones de copa .
John Rains dejó el cargo de gerente en marzo de 2006 y Hazel Ian hizo cargo de las riendas. En octubre de 2006, el equipo se encontraban en la parte inferior de la Conference South y mirando destinado a evitar el descenso. Una cadena de gerentes, incluyendo Ernie Howe, Stuart Massey y Jimmy Dack no pudo salvar el club.
Sutton terminó quinto en su primera temporada de vuelta en la Liga del Istmo División Premier y 2 º en la temporada siguiente, perdiendo en ambas temporadas play off semifinal a Staines Town y Kingstonian, respectivamente. Sin embargo, el temporada 2010-11 Sutton vio ganar el campeonato con tres partidos para el final y asegurar la promoción de nuevo en el Conferencia Sur. Después de vencer a Hastings Unidos, el 16 de abril, rivales más cercanos Bury Town tuvo que vencer Cray Wanderers a permanecer en disputa el 17 de abril de 2011. Cray ganó 2-1, con lo que los campeones Sutton.
De vuelta en la Conferencia Sur para la temporada 2011-2012, donde terminaron en los playoffs perdiendo a Welling United en las semifinales. Después de varios años en la National League South. En 2016 consigue el ascenso a pesar de la derrota contra Chelmsford City. Después de 5 años en el 5.º nivel. En 2021 ascendió a la League Two al salir campeón de la National 2020/21. En su primera temporada en la Football League llegó a la final del EFL Trophy. pero perdió 4-2 contra Rotherham United. 

## Camiseta y el escudo
Cresta del club se deriva de la de los Municipio de Sutton. La diferencia es que Unidos seleccionado sólo las partes de la cresta que representan el Sutton y Cheam, en oposición a las partes de cresta del Municipio, que significa Beddington, Wallington y Carshalton. Los discos de oro y de plata en el escudo son de los brazos del viejo burgo de Sutton y Cheam. Las llaves dentro de los discos de simbolizar la propiedad de Sutton por el Chertsey Abbey (según consta en el Domesday Book) que se encuentra en la parte superior de la placa es de los brazos de los Lumleys, antiguos señores de la mansión de Cheam Las cruces (ahora de oro en el escudo del club, pero el negro en el escudo de la ciudad de) representan el Sede de Canterbury, que celebró Cheam en el momento de la Canuto el Grande . La placa también cuenta con un casco medieval.

## SUFC Gambia
Hay un club en Gambia llamado "Sutton United FC". En julio de 1999, Young Stars FC fue formado por el padre Andrew Cole y el equipo se componía de gente que va a clases de la Biblia. El equipo pasó a llamarse más tarde Sanchaba Unidos, lo que significa "Downtown" en el idioma mandinga hasta que un visitante Inglés, conocido sólo como Walter, donó equipos al club y sugirió que cambiar su nombre por el de Sutton United FC (Gambia).

## Títulos
| Título                                    | Número | Años                                                                                     |      |      |      |
| Liga                                      | Liga   | Liga                                                                                     | Liga | Liga | Liga |
| ----------------------------------------- | ------ | ---------------------------------------------------------------------------------------- | ---- | ---- | ---- |
| Athenian League                           | 3      | 1927–28, 1945–46, 1957–58                                                                |      |      |      |
| Isthmian League Premier Division          | 5      | 1966–67, 1984–85, 1985–86, 1998–1999, 2010–11                                            |      |      |      |
| National League                           | 1      | 2020-21                                                                                  |      |      |      |
| Copas                                     |        |                                                                                          |      |      |      |
| Anglo-Italian Cup winners                 | 1      | 1979                                                                                     |      |      |      |
| Athenian League Challenge Cup winners     | 4      | 1946, 1956, 1962, 1963                                                                   |      |      |      |
| Bob Lord Trophy winners                   | 1      | 1991                                                                                     |      |      |      |
| Isthmian League Cup winners               | 4      | 1983, 1984, 1986, 1998                                                                   |      |      |      |
| Isthmian League Full Members' Cup winners | 2      | 1992, 1996                                                                               |      |      |      |
| London Senior Cup winners                 | 2      | 1958, 1983                                                                               |      |      |      |
| South Thames Cup winners                  | 3      | 1955, 1967, 1968                                                                         |      |      |      |
| Surrey Senior Cup winners                 | 15     | 1946, 1965, 1968, 1970, 1980, 1983, 1984, 1985, 1986, 1987, 1988, 1993, 1995, 1999, 2003 |      |      |      |

 Fuente: «Sutton United FC: Official Programme». 16 de abril de 2011.

## Ex entrenadores notables
- George Smith
- Sid Cann, gestor de 1962-1974, período durante el cual el club llegó a dos FA Cup Amateur final
- Barrie Williams, 1987 derrotó a los ganadores de la FA Cup, Coventry City en 1989
- Alan Gane, gerente 1991-1996
- John Rains, gerente 1997-2006, ganó la Liga del Istmo título 1999

## Partidarios notables
Tim Vine, el comediante

## Rivales
Los rivales más conocidos del Sutton son el Carshalton Athletic, AFC Wimbledon, Kingstonian, Woking y Tooting & Mitcham.
El rival de la ciudad es el Carshalton Athletic, ambas partes dentro de la London Borough of Sutton. Los partidos del "Derby" se han disputado en la Liga ateniense, Istmo League y Conferencia Sur, así como doce competiciones de copa diferente. Los equipos generalmente juegan juntos en el Boxing Day, el Día de Año Nuevo y otras fiestas . Sutton tiene el mejor registro, uno de los encuentros más famosos son una victoria por 6-0 en 2002. En total, los dos equipos se han enfrentado 133 veces (hasta agosto de 2011), con Sutton ganó en 72 de esas ocasiones, Carshalton 33 y ha habido 28 empates. Sutton ha marcado 283 goles, y Carshalton han anotado 173. Las dos partes reunió por última vez en julio de 2011, en una competencia amistosa de dos patas para la "Copa Sutton Anunciante", que ganó Sutton 3-1 en el global tras haber ganado el partido de ida por 3-0.
Sutton nunca han compartido una liga con AFC Wimbledon, pero debido a la proximidad geográfica de los dos clubes comparten una rivalidad. Sutton fue el primer equipo para jugar al club, al derrotar en casa por 4-0 en julio de 2002. El único partido competitivo entre las dos partes fue en el 2005 Surrey Senior Cup semi de final, que ganó la AFC. La reunión de los equipos pasada fue un amistoso en Gander Green Lane el 16 de julio de 2011;. Fue un empate 1-1

## Mascota
Mascota de Sutton es Jenny la jirafa Asiste a todos los partidos en casa y puede ser visto antes del saque inicial. Jenny lleva una camisa Sutton United y ha sido conocido por usar una bufanda en invierno El 3 de octubre, Jenny participó en el 2010 Mascot Grand National en Hipódromo de Huntingdon y terminó 5 º de 41 corredores.

## Otras lecturas
- United We Stand. Una historia del club producidos en su centenario. (1998).
- Sutton United FC 1898-1973. Libreta de trazar los primeros 75 años del club. (1973).
- Perkins, Jeff (2010). Historia de dos Uniteds. Historia del partido de 1970 entre Sutton United y Leeds. ISBN 978-0-9545796-9-2.